# Lissjön (Hedemora socken, Dalarna)
Lissjön är en sjö i Hedemora kommun i Dalarna och ingår i Dalälvens huvudavrinningsområde.